# Брајићи (Будва)
Брајићи је насељено мјесто у општини Будва у Црној Гори. Према попису из 2023. било је 18 становника. У близини се налази тврђава Космач. Овдје се налази манастир Ограђеница.

## Историја
О Брајићима Петар I Петровић Његош је написао: "...да Брајићи, који су назад 5 недјеља из Цариграда дошли, нијесу у Церну Гору, него у своје куће на Браиће данас...". Из тога видимо да Брајићи нису били Црногорци него Приморци (Срби), јер приморске од црногорских Срба је делила само административна линија, граница, пошто су тада и црногорски и приморски народ териоторијално-племенски називи. После партизанске победе недалеко од села (18. јула 1941), Брајиће су у другој половини јула 1941. године били потпуно спалили Италијани.

## Демографија
У насељу Брајићи живи 30 пунолетних становника, а просечна старост становништва износи 49,2 година (49,8 код мушкараца и 48,6 код жена). У насељу има 13 домаћинстава, а просечан број чланова по домаћинству је 2,31.
Становништво у овом насељу веома је хетерогено, а у последња три пописа, примећен је пад у броју становника.
|  |

| Демографија | Демографија | Демографија |
| Година      | Становника  | Становника  |
| ----------- | ----------- | ----------- |
|             |             |             |
|             |             |             |
|             |             |             |
|             |             |             |
| 1948.       | 132         |             |
| 1953.       | 154         |             |
| 1961.       | 159         |             |
| 1971.       | 70          |             |
| 1981.       | 55          |             |
| 1991.       | 46          | 46          |
| 2003.       | 30          | 30          |
|             |             |             |

| Етнички састав према попису из 2003.‍ | Етнички састав према попису из 2003.‍ | Етнички састав према попису из 2003.‍ | Етнички састав према попису из 2003.‍ | Етнички састав према попису из 2003.‍ |
| ------------------------------------ | ------------------------------------ | ------------------------------------ | ------------------------------------ | ------------------------------------ |
|                                      |                                      |                                      |                                      |                                      |
| Срби                                 | Срби                                 |                                      | 16                                   | 53,33%                               |
| Црногорци                            | Црногорци                            |                                      | 13                                   | 43,33%                               |
| непознато                            | непознато                            |                                      | 0                                    | 0,0%                                 |

| Година пописа     | 1948. | 1953. | 1961. | 1971. | 1981. | 1991. | 2003. |
| ----------------- | ----- | ----- | ----- | ----- | ----- | ----- | ----- |
| Број домаћинстава | 35    | 36    | 32    | 13    | 15    | 15    | 13    |

| Број чланова      | 1  | 2 | 3 | 4 | 5 | 6 | 7 | 8 | 9 | 10 и више | Просек |
| ----------------- | -- | - | - | - | - | - | - | - | - | --------- | ------ |
| Број домаћинстава | 13 | 3 | 6 | 2 | 1 | 1 | 0 | 0 | 0 | 0         | 0      |

| Пол    | Укупно | Неожењен/Неудата | Ожењен/Удата | Удовац/Удовица | Разведен/Разведена | Непознато |
| ------ | ------ | ---------------- | ------------ | -------------- | ------------------ | --------- |
| Мушки  | 13     | 5                | 6            | 1              | 0                  | 1         |
| Женски | 17     | 5                | 7            | 3              | 1                  | 1         |
| УКУПНО | 30     | 10               | 13           | 4              | 1                  | 2         |

| Пол    | Укупно                    | Пољопривреда, лов и шумарство | Рибарство                            | Вађење руде и камена | Прерађивачка индустрија       |
| ------ | ------------------------- | ----------------------------- | ------------------------------------ | -------------------- | ----------------------------- |
| Мушки  | 8                         | 1                             | 0                                    | 0                    | 0                             |
| Женски | 7                         | 3                             | 0                                    | 0                    | 1                             |
| УКУПНО | 15                        | 4                             | 0                                    | 0                    | 1                             |
| Пол    | Производња и снабдевање   | Грађевинарство                | Трговина                             | Хотели и ресторани   | Саобраћај, складиштење и везе |
| Мушки  | 0                         | 0                             | 3                                    | 2                    | 0                             |
| Женски | 0                         | 0                             | 1                                    | 1                    | 0                             |
| УКУПНО | 0                         | 0                             | 4                                    | 3                    | 0                             |
| Пол    | Финансијско посредовање   | Некретнине                    | Државна управа и одбрана             | Образовање           | Здравствени и социјални рад   |
| Мушки  | 0                         | 0                             | 0                                    | 0                    | 0                             |
| Женски | 0                         | 0                             | 0                                    | 0                    | 0                             |
| УКУПНО | 0                         | 0                             | 0                                    | 0                    | 0                             |
| Пол    | Остале услужне активности | Приватна домаћинства          | Екстериторијалне организације и тела | Непознато            | Непознато                     |
| Мушки  | 1                         | 0                             | 0                                    | 1                    | 1                             |
| Женски | 0                         | 0                             | 0                                    | 1                    | 1                             |
| УКУПНО | 1                         | 0                             | 0                                    | 2                    | 2                             |